# Хорол (місто)
Хоро́л — місто в Україні, адміністративний центр Хорольської міської громади Лубенського району Полтавської області. Має статус історичного населеного місця.

## Географія
Місто Хорол розташоване у південній частині Придніпровської низовини на березі річки Рудка, яка через 4 км впадає в річку Хорол. Примикає до сіл Вишняки та Лісянщина. Через місто проходять автошляхи E40 (М03), Т 1709, Т 1716 та залізниця, станція Хорол.

### Природоохоронні об'єкти
- Хорольський ботанічний сад
- Заяр'є
- Дубовий гай
- Дуб черешчатий (вул. Небесної Сотні)
- Дуб черешчатий (пров. Фруктовий)

## Назва
Назву місто має від однойменної річки Хорол, що в буквальному розумінні означає «швидкий».

## Історія

### Давнина
Літописне місто одне з найдавніших на Полтавщині. Вперше згадується про Хорол у духовній Володимира II Мономаха 1083 р. Місто було свідком кривавих сутичок слов'ян з кочівниками 1107, 1111, 1185, 1215 р. Під час монголо-татарської навали Хорол, як і всі поселення Переяславщини, Київщини, було зруйновано. Після повалення навали землі Хорольщини 1362 року потрапили під владу Великого князівства Литовського.

### Середньовіччя
Відродження Хоролу починається з кінця XVI століття. Після укладення Люблінської унії 1569 року хорольські землі перейшли до складу Речі Посполитої. Будівничими містечка Хорол стали князі Вишневецькі (вони контролювали поселення аж до Хмельниччини). 1615 московський загін з Путивля спалив Хорол (разом з Миргородом). 1617 Хорол іменують Ярославом (тезкою західноукраїнського Ярослава під Перемишлем?), але ця нова назва не прижилася. За інвентарем 1647 року місто Хорол має 1279 господарств, що характеризує його як порівняно велике поселення для цієї доби. Позначено місто вперше на карті французького інженера Г. Боплана поряд з іншими великими поселеннями Лівобережжя першої половини XVII століття.

### Козаччина
З 1648 року Хорол — сотенне містечко Миргородського полку і залишалося у цьому статусі аж до ліквідації Гетьманщини у 1782 р. Хорольська сотня Миргородського полку брала участь у боях 1648-1657 р. у війську Богдана Хмельницького під Корсунем, Зборовом, Львовом, Замостям, Пилявцями, Берестечком. У 1709 році Хорольська сотня Миргородського полку брала участь у Полтавській битві на боці царя Петра I.

### Новий час
Після ліквідації козацького устрою в Україні за Указом Катерини II від 16 вересня 1781 року з 9 січня 1782 року відкрито Київське намісництво у складі 18 повітів. Хорол стає повітовим містом відкритого Хорольського повіту.
1802 році Хорол увійшов до новоствореної Полтавської губернії і залишився повітовим містом. У 1802 році його площа дорівнювала 442 десятинам і у ньому було 3583 жителів. На опорному плані Хорола 1805 року позначено розташування фортеці на місці при впаданні р. Лагодинка в ріку Хорол. Площа фортеці 25 га.
Воєнні дії 1812 року на Хорольщині не велися. Лише І. П. Котляревським формувався 5-й козачий полк.

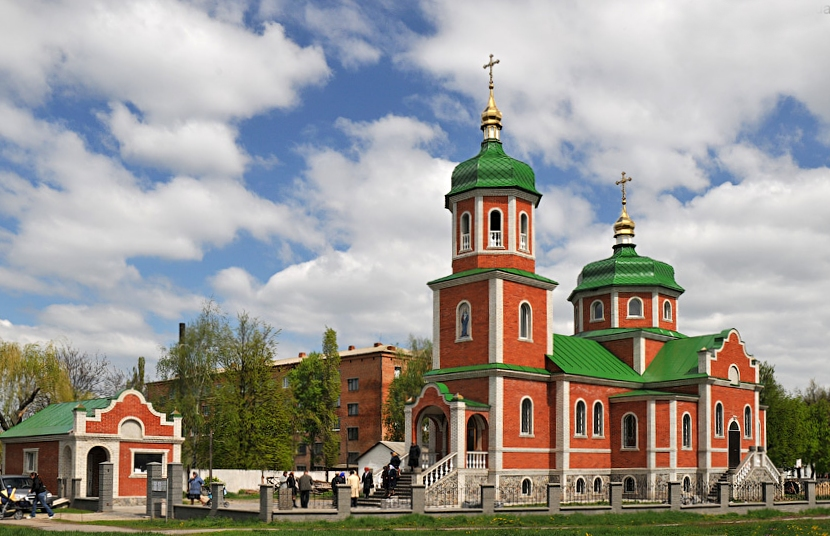
Успенська церква

За даними на 1859 рік у місті мешкало 3826 осіб (1977 чоловічої статі та 1849 — жіночої), налічувалось 605 дворових господарств, існували 6 православних церков, єврейський молитовний будинок, лікарня, повітове та приходське училища, поштова станція, завод, відбувалось 4 ярмарків на рік.
Напередодні реформи 1861 року за статистичними даними 1855 року в Хоролі жило 294 дворян серед них 137 потомствених.
Про місто та його життя була опублікована стаття «Хоролъ, який вінъ теперъ е» в першому україномовному чаописі «Основа» в розділі «Вісті»: «Сам город усіянъ и по горамъ и по ярам, то въ одиночку, то вкупці, якъ печерицями, низенькими, біленькими хатинами, критими очеретомъ и соломою. Пьять церквей, на Городській стороні, и одна на Покрівській….»
1888 року біля Хоролу прокладена дільниця Харківсько-Миколаївська залізниця Ромни — Кременчук, за 5 км на захід від центру міста заснована станція Хорол (наразі в межах міста).

### Новітній час
У період революції 1905–1907 років у Хоролі відбувалися мітинги і демонстрації. У 1916–1917 роках у Хоролі був розквартирований 8-ий уральський козачий полк. У ньому служив лікарем Володимир Бірюков, який був організатором Хорольського народного наукового музею у 1917 році. У середині серпня 1920 року Хорол і 18 його волостей увійшли до складу новоствореної Кременчуцької губернії, яка наприкінці 1922 року була розформована.
У розгортанні всеосяжної сталінської колективізації значну роль відіграв з'їзд рад Хорольщини, що відбувся у квітні 1929 року. Значну роль у підготовці механізаторських кадрів відіграв сільськогосподарський технікум, у якому на початку 1930 року налічувалося до 500 учнів переважно із села. У 1932—1933 роках в Україні, в тому числі і на Хорольщині був штучно створений небувалий голод. Особливо загрозливих розмірів голод набув навесні та на початку літа 1933 року. Даних про кількість померлих від Голодомору 1932—1933 років в Хоролі немає. Лише силами ентузіастів вдалося зібрати розрізнені дані по місту та по деяких селах Хорольщини. У середині 1930-х років сталінські репресії зачепили багатьох людей, як мешканців Хорола, так і вихідців краю.
Значною подією для міста було створення у грудні 1939 року механічного заводу, який повинен був виготовляти запасні частини для обладнання текстильної промисловості.
З 22 вересня 1937 року Хорол знову увійшов до новоствореної Полтавської області. З цього року більше ніяких змін щодо приналежності Хоролу і району до інших областей чи утворень не було.

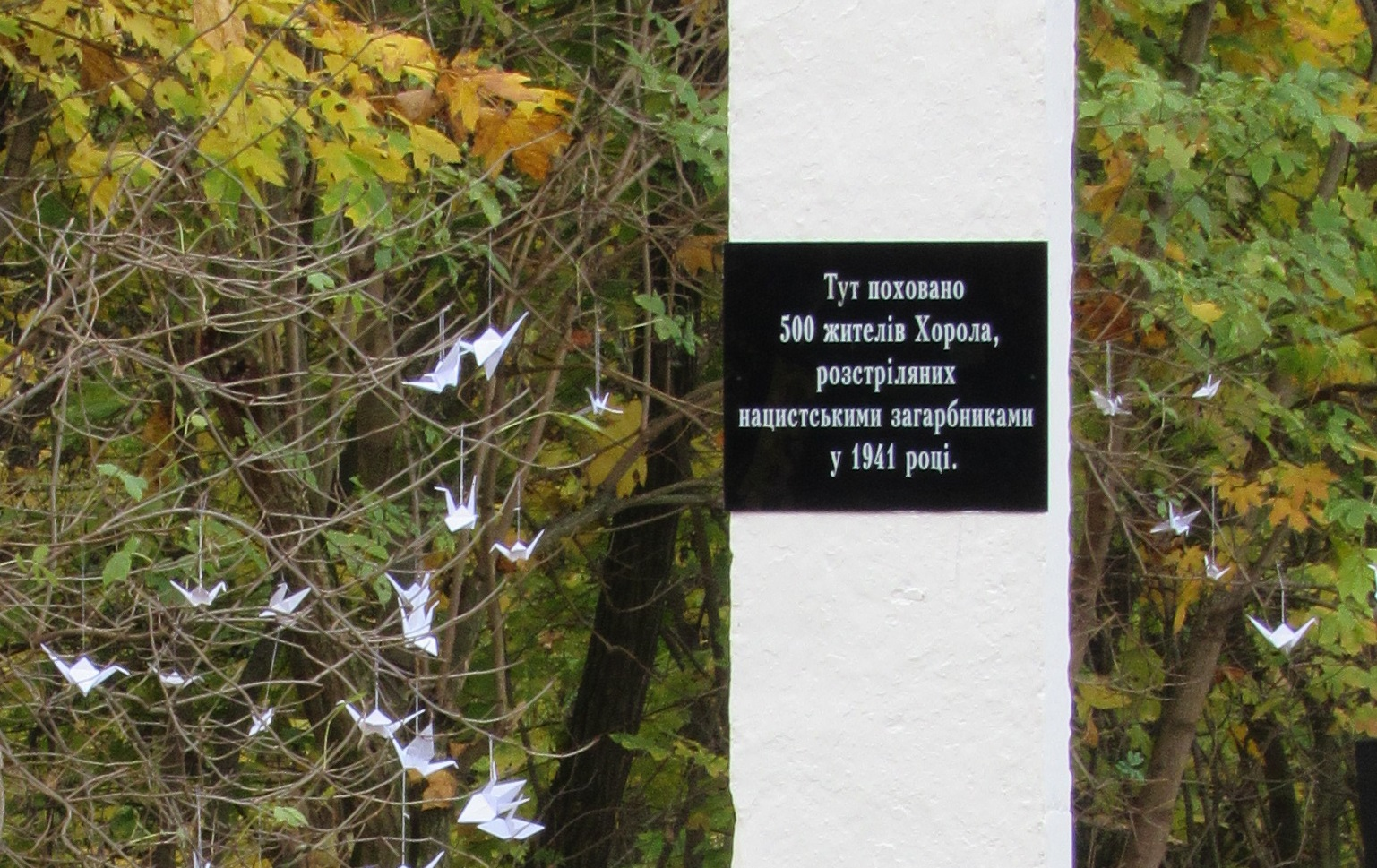
Підпис на стелі над братською могилою єврейського народу в урочищі «Козачий яр»

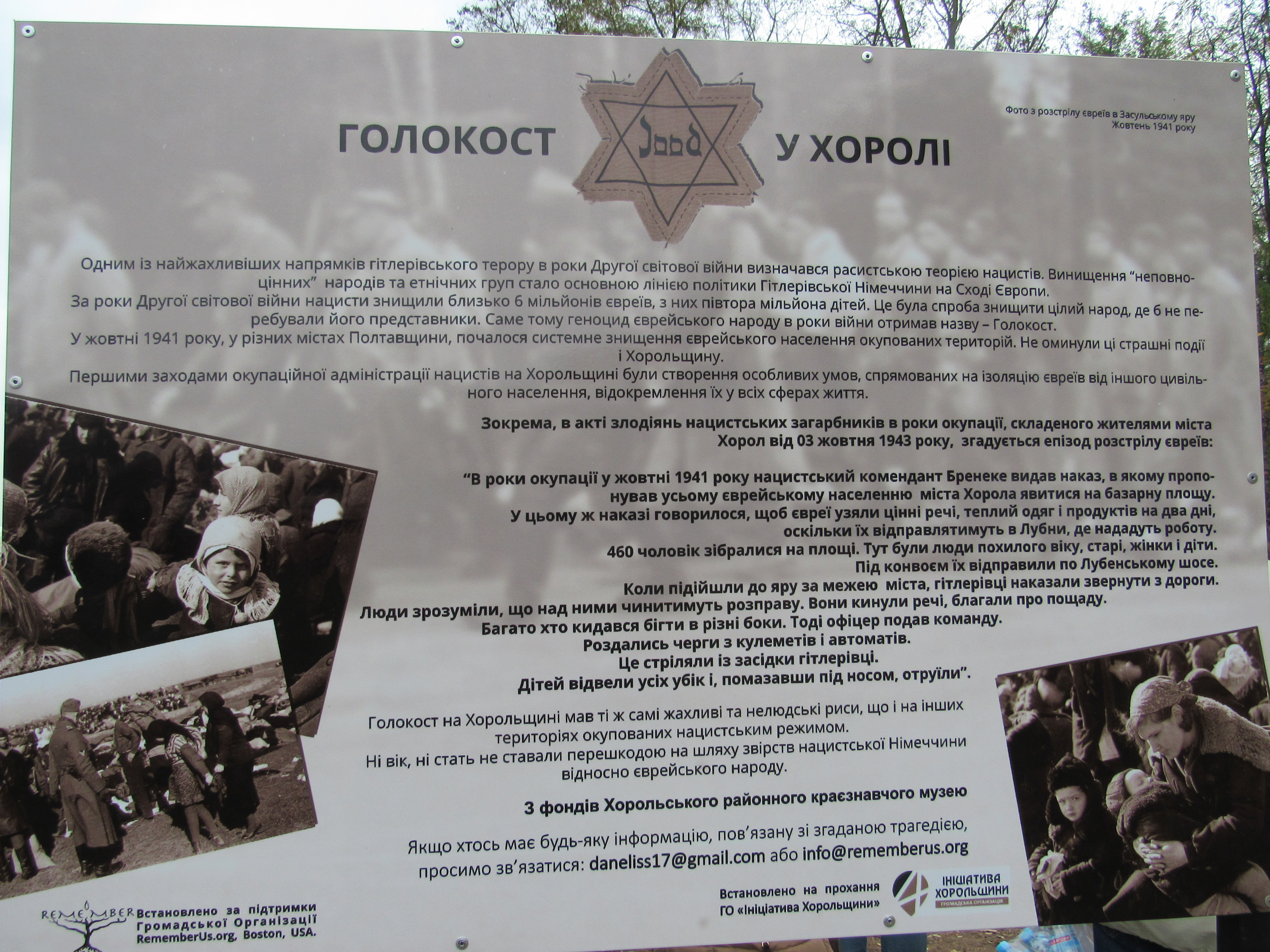
інформаційний стенд біля братської могили в «Козачому Ярі»

Хорол і район окуповано німецькими військами з 13 вересня 1941 року по 18—23 вересня 1943 року. У жовтні 1941 року близько 460 жителів єврейської національності: старих, жінок і дітей нацисти розстріляли за містом в урочищі «Козачий Яр». 1975 року на місці їхнього захоронення встановили стелу.
У Хоролі на території цегельного заводу, елеватора і нафтобази у вересні 1941 року нацисти влаштували табір військовополонених «Хорольська яма». Там були особливо тяжкі умови утримання в'язнів. Тільки з 22 вересня 1941 року по 1 травня 1942 року за німецькою статистикою в таборі загинуло 37 650 чоловік. Точних даних про кількість загиблих у Хорольській ямі немає, але вважається, що близько 91 тисячі. Хорол визволено, за офіційними даними, 19 вересня 1943 року 3-м гвардійським механізованим корпусом Воронезького фронту.
З 1965 року відбулися нові зміни адміністративно-територіального поділу і Хорол знову став районним центром в нинішніх межах. У 1960—1980-ті роки велася широка розбудова міста. 1967 року було створено міжколгоспну шляхову будівельну організацію, яка мала здійснювати будівництво і ремонт шляхів. На середину 1968 року було здано в експлуатацію триповерховий будинок зв'язку. З 30 червня 1972 року став випускати першу продукцію молококонсервний комбінат дитячих продуктів. У 1977 році до міста Хорола проклали газопровід, почалася газифікація житлових будинків.

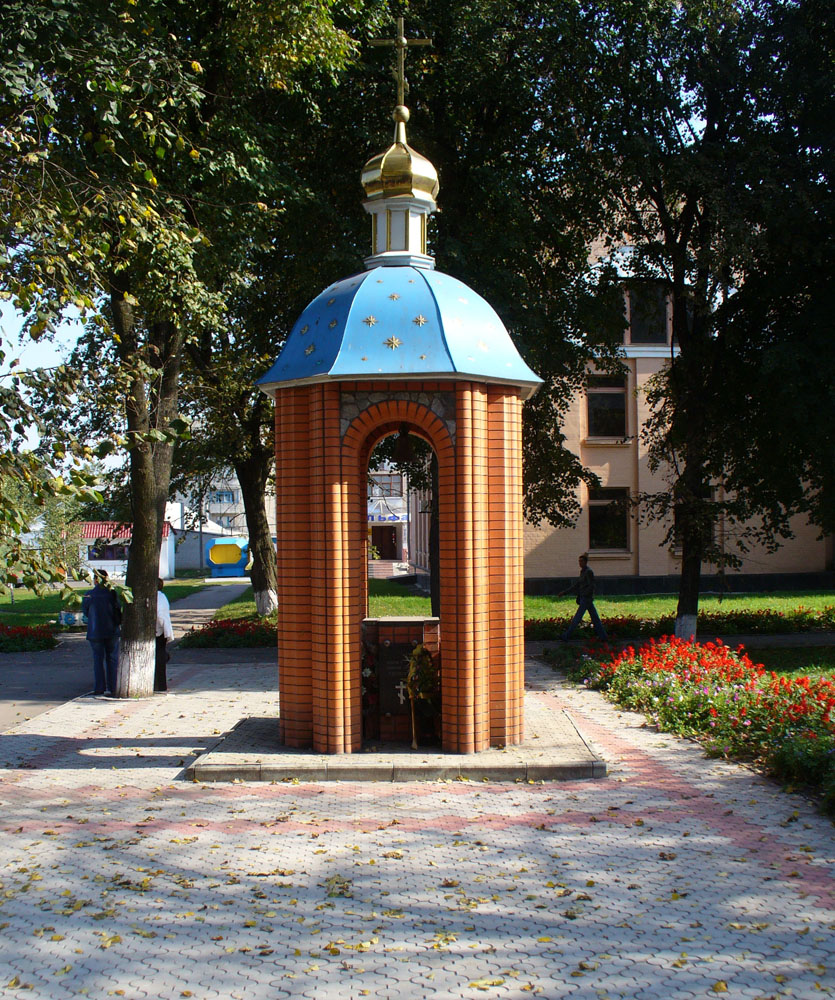
Меморіал хорольцям які брали участь у ліквідації аварії на Чорнобильській атомній станції

22 серпня 1981 року у місті відкрили новий гастроном у новозбудованому 5-ти поверховому будинку. 1982 року здано в експлуатацію приміщення міської середньої школи № 2 (нині вулиця Небесної Сотні на 1176 учнівських міст. 1983 року хорольці урочисто відзначили 900-річчя міста. З 26 квітня 1986 року багато хорольців брали участь у ліквідації аварії на Чорнобильській атомній станції. У 1990 році у дубовому гаю завершено будівництво меморіалу «Хорольська яма».
Наприкінці 1980-х років у Хоролі була найрозвиненіша харчова індустрія. На Полтавщині широковідомі підприємства: молоконсервний комбінат дитячих продуктів, завод продтоварів «Нектар», плодоовочеконсервний завод, механічна пекарня. Хорольці підтримали Акт проголошення незалежності України на Всеукраїнському референдумі 1 грудня 1991 року. На початку 1990-х років збудовано кілька багатоповерхових житлових будинків, проведено реконструкцію механічного заводу, розпочато реконструкцію молококонсервного комбінату. Незважаючи на економічні труднощі добре працюють ВАТ «Хорольський механічний завод», ВАТ «Хорольський молочно-консервний комбінат дитячих продуктів», ВАТ «Хорольська механічна пекарня» та інші підприємства.
У місті в середині 1990-х років збудовано Бюро працевлаштування населення. У наш час[коли?] місто продовжує розвиватися, оновлюватися. Турбота про економіку, культуру, спорт, освіту, охорону здоров'я і красу міста завжди у пошані хорольців.
З 2002 року у місті діє народний аматорський вокальний ансамбль «Мрія».

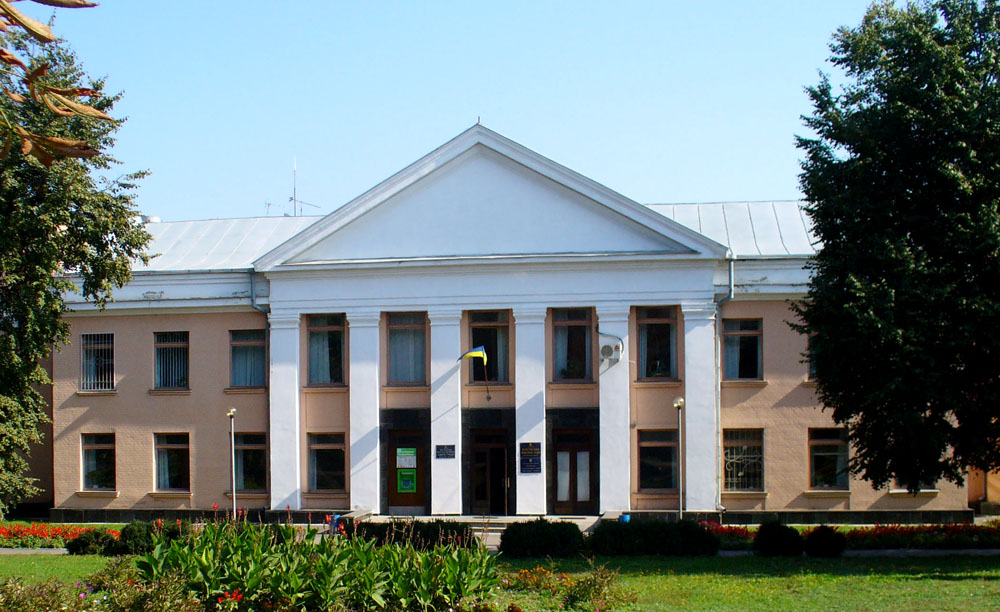
Хорольська міська рада

12 червня 2020 року, відповідно розпорядження Кабінету Міністрів України, утворена Хорольська міська територіальна громада.
17 липня 2020 року, внаслідок адміністративно-територіальної реформи та ліквідації Хорольського району, місто увійшло до складу Лубенського району.
З початка повномасштабного вторгнення росії з 24 лютого 2022 року місто приймає вимушено переміщених осіб, організовує їх розселення, надає гуманітарну допомогу. На околицях міста влаштовані блокпости, введено комендантську годину, заборонено продаж алкоголю..

## Політика

### Парламентські вибори, 2019
На позачергових парламентських виборах 2019 року в місті функціонували 7 окремих виборчих дільниць № 530863–530869.
Результати
- зареєстровано 10698 виборців, явка 55,55 %, найбільше голосів віддано за «Слугу народу» — 56,50 %, за Всеукраїнське об'єднання «Батьківщина» — 10,33 %, за «Опозиційну платформу — За життя» — 9,38 %.[10] В одномандатному окрузі найбільше голосів отримала Анастасія Ляшенко (Слуга народу) — 37,05 %, за Костянтина Іщейкіна (самовисування) — 21,58 %, за Фахраддіна Мухтарова (самовисування) — 15,16 %[11].

## Економіка
- ВАТ «Хорольський механічний завод».Хорольский механічний завод
- Хорольський молококонсервний комбінат дитячих продуктів.
- Харчосмаковий завод.
- Хорольська друкарня, КП.
- Хорольське інкубаційно-птахівниче підприємство.
- ВАТ «Хорольська ПМК № 170».
- ДП «Хорольський ветеринарно-санітарний завод з виробництва м'ясо-кісткового борошна».
- ЗАТ «Хорольський комбікормовий завод». Припинив діяльність у 2018 році.https://youcontrol.com.ua
- ТОВ «Хорольська кераміка».

## Транспорт
В місті розташовані 2 автостанції і один залізничний вокзал. Станом на 2023 рік обидва автовокзала не працюють. В Хоролі є міський автобус який рухається за розкладом декілька разів на день.
Залізничний вокзал приймає потяги приміськоко значення та міжміського. Міжнародні потяги до Білорусі і Росії скасовані з початку війни в 2014 році. Приміські потяги сполучають Хорол з вузловою станцєю Ромодан і станцією Кременчук. Знаходиться залізничний вокзал на відстані 5,3 км від центра міста, дістатись до вокзала можна по автодорозі Т1709. Декілька разів на день на вокзал приїздить міський автобус. Рух автобусу здійснюється за розкладом вказаним на зупинці 4 рази в день.

## Населення
- 3 583 меш. (1802)
- 12 600 меш. (1971)
- 14 643 меш. (2001)
- 13 993 меш. (2013)
- 13 610 меш. (2017)

З 2022 року населення міста значно збільшилось у зв'язку з початком повномасштабного російського вторгнення в Україну і вимушеним переселенням людей з міст активних бойових дій. Міська рада з березня 2022 року організувала розселення евакуйованих людей.

### Національний склад
Національний склад населення за даними перепису 2001 року:
| Національність  | Відсоток |
| --------------- | -------- |
| українці        | 96,43 %  |
| росіяни         | 2,98 %   |
| білоруси        | 0,20 %   |
| інші/не вказали | 0,39 %   |

### Мова
Розподіл населення за рідною мовою за даними перепису 2001 року:
| Мова            | Чисельність, осіб | Відсоток |
| --------------- | ----------------- | -------- |
| Українська      | 14 234            | 97,21 %  |
| Російська       | 385               | 2,63 %   |
| Білоруська      | 11                | 0,07 %   |
| Вірменська      | 8                 | 0,05 %   |
| Румунська       | 4                 | 0,03 %   |
| Інші/Не вказали | 1                 | 0,01 %   |
| Разом           | 14 643            | 100 %    |

## Об'єкти соціальної сфери
- Хорольський агропромисловий коледж
- Хорольська центральна районна бібліотека
- Хорольський районний краєзнавчий музей
- Дитячий садок «Малятко»
- Дитячий садок «Веселка»
- Дитячий садок «Яблунька»
- Школа № 1
- Хорольська гімназія
- Школа № 4
- Школа спеціалізована № 3
- Навчально-виховний комплекс
- Центр дитячої та юнацької творчості
- Дитяча музична школа
- Історичний музей
- Хорольський будинок-інтернат

## Відомі особи
- Антонович-Мельник Катерина Миколаївна — український історик, археолог. Дружина Володимира Антоновича. Член НТШ у Львові.
- Білогуб Дмитро Климович — підполковник Армії УНР.
- Волков Володимир Васильович (1929—2007) — радянський і український актор.
- Гапула Юрій Вікторович (1978—2022) — солдат Збройних Сил України, учасник російсько-української війни, що загинув у ході російського вторгнення в Україну в 2022 році.
- Димський Модест Гаврилович — український письменник, діяч освіти, засновник недільної школи в Хоролі.
- Дядюша Сергій Іванович — генерал-поручник Армії УНР, в.о. Військового міністра УНР.[15]
- Ільяшевич Валеріан Андрійович — підполковник Армії УНР.[16]
- Кандиба Грицько Ількович — підполковник Армії УНР.[17]
- Клепач Прокіп Федорович — Герой Радянського Союзу
- Мазуренко Микола Петрович — художник аматор, майстер чеканки
- Маковський Василь Михайлович — відомий хорольський педагог і художник
- Міщенко Михайло Іванович (машинобудівник) — почесний громадянин міста Хорол
- Олійник Володимир Миколайович — художній керівник Хорольського районного будинку культури, заслужений працівник культури України[18].
- Омельченко Петро Іванович — художник-графік з Хорола
- Симулик Василь Васильович — священослужитель, композитор, поет, художник, вчений, почесний громадянин міста Хорол
- Тютюнник Василь Никифорович — полковник і командувач Армії УНР.[19]
- Угніч Олексій Юхимович — підполковник Армії УНР
- Ар'є Дворецький — ізраїльський математик, нагороджений Премією Ізраїлю (1973).
- Бен-Ціон Дінур — сіоністський сподвижник, педагог, історик та політик, депутат Кнесету першого скликання.

Серед відомих людей у Хоролі народився Микола Андрійович Цертелєв (Церетелі) відомий український та російський етнограф і фольклорист.
Широко відоме в Україні ім'я Левка Івановича Боровиковського (1806—1889) поета, байкаря, фольклориста, етнографа. Він народився в селі Мелюшки, де і похований. Навчався в місті Хоролі і проживав тут на схилі літ певний час. Також у Хоролі народився письменник Олесь Ульяненко.
У Хоролі вчився та займався літературною діяльністю український поет Григорій Ведмеденко. У центральній міській бібліотеці [Архівовано 7 травня 2018 у Wayback Machine.] Хорола є оформленим його літературний куток. Народився Григорій Дем'янович Ведмеденко в селі Хвощівка, а поховали його в Хоролі.

Пам'ятник Тарасові Шевченку у Хоролі.

Хорольську землю відвідував у свій час великий український поет Тарас Шевченко.
За подвиги на фронтах Другої світової війни 5 жителів Хорольщини удостоєні звання Героя Радянського Союзу, серед них мешканець Хорола Леуцький Микола Панасович, іменем якого названа одна із вулиць міста. Два жителі Хорольщини стали повними кавалерами ордена Слави.
У вересні 2018 року в Хоролі на бюсті радянського генерала Івана Третяка, відповідального за збиття радянським винищувачем 1 вересня 1983 року пасажирського «Боїнга-747» у небі над Сахаліном, виник напис — «вбивця». 1 вересня 1983 року наказ збити пасажирський «Боїнг-747», що прямував із Нью-Йорка до Сеула, віддав саме Іван Третяк, тодішній командувач Далекосхідного військового округу. Тоді літак «Korean Air», рейс KAL007, помилково відхилився від маршруту й заглибився на територію Радянського Союзу. На перехоплення цивільного лайнера були підняті два Су-15. Винищувач, перебуваючи поза зоною огляду пілотів KAL007, зробив кілька довгих попереджувальних черг з авіагармати — одразу бронебійними, а не трасуючими набоями. Зниження швидкості корейського літака радянські «аси» сприйняли за спробу уникнути перехоплення. Тоді надійшов наказ генерала Третяка про знищення порушника, і винищувач Су-15 збив лайнер двома ракетами Р-60. Літак впав неподалік від острова Монерон. Всі, хто перебував на його борту, загинули, зокрема й 8-місячний малюк та діючий депутат Палати представників Конгресу США.

## Цікаві факти
- На території РФ існує село Хороль, засноване на прикінці XIX сторіччя переселенцями з міста Хорол, Полтавської губернії. Із 58 сімей, які вирушили в далеку дорогу, на нове місце проживання приїхали 56 сімей. Їхні прізвища висічені на кам'яній плиті, встановленій на честь 100-річчя Хороля.